# Fekkas

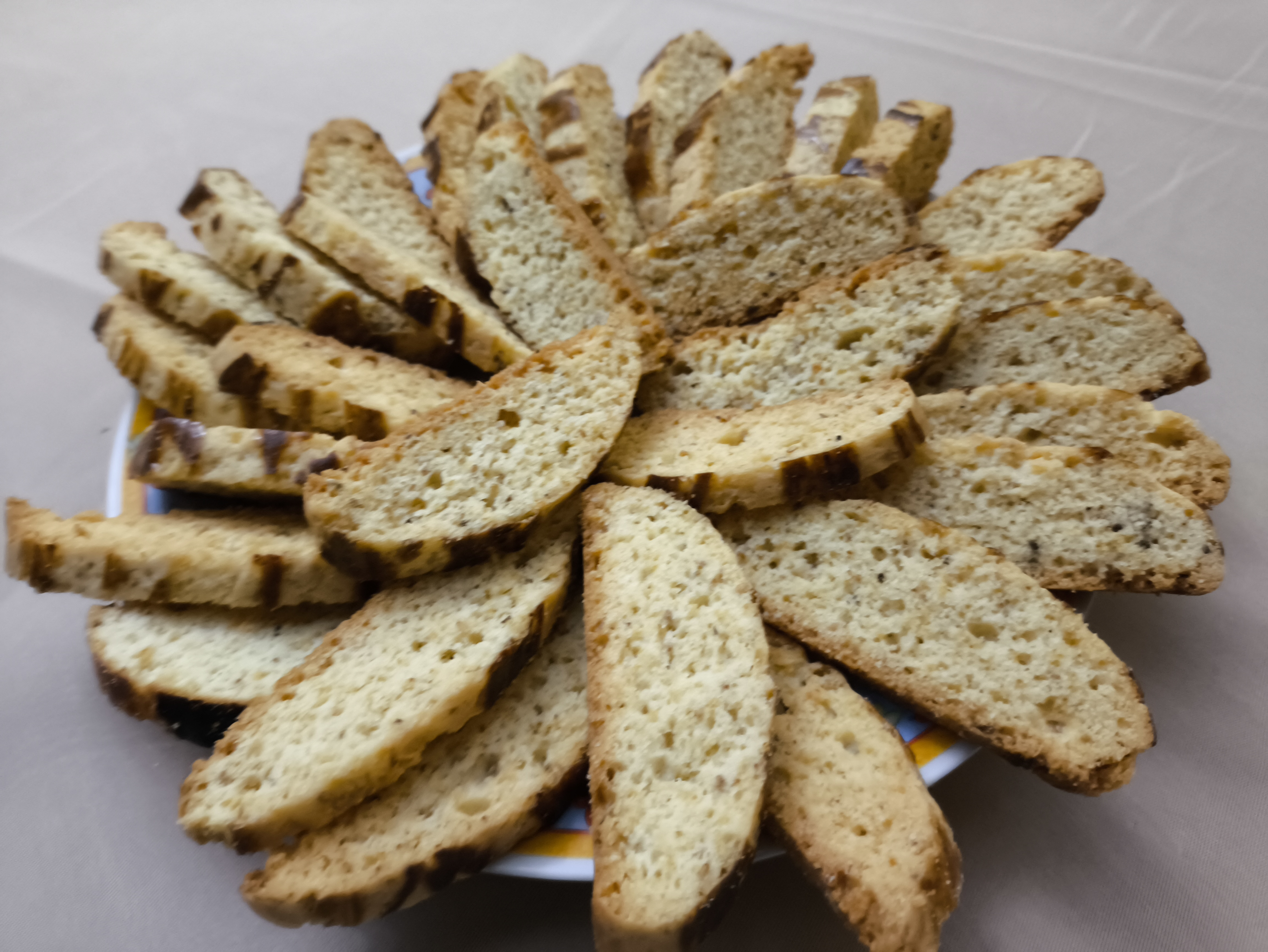
Fekkas

Fekkas (of Fekkes, feqs) zijn typisch Marokkaanse amandelkoekjes, oorspronkelijk afkomstig uit het Rifgebergte in Marokko. Ze worden net als beschuit tweemaal gebakken. De koekjes bevatten naast amandelen ook meel, suiker, mazhar (rozenwater) en enkele specerijen als kardemom, kaneel, kruidnagel en steranijs. 
Fekkas worden geregeld geserveerd als dessert tezamen met Toearegthee. Ook komen ze op tafel bij bruiloften, babyfeestjes, besnijdenissen en op religieuze feestdagen zoals het Suikerfeest en het Offerfeest.
De koekjes ontstonden bij de Berberse stammen in het Rifgebergte als voedsel om langdurig te bewaren. De ingrediënten waren gemakkelijk te krijgen en door de droge samenstelling bleven de koekjes lang goed.